# Танзанит
Танзанитът е синя и виолетова разновидност на минерала цоизит (калциево-алуминиев хидроксил соросиликат), причинен от малки количества ванадий. Танзанитът принадлежи към групата на епидотните минерали. Среща се само в окръг Симанджиро в региона Маняра в Танзания, в много малък минен район, приблизително 7 км дълъг и 2 км широк близо до хълмовете Мерерани.
Танзанитът е известен със своя забележително силен плеохроизъм, появяващ се като редуващо синьо, виолетово и бордо в зависимост от ориентацията на кристала. Танзанитът също така може да изглежда различно при различни условия на осветление. Сините нюанси изглеждат по-очевидни, когато са подложени на флуоресцентна светлина, а виолетовите нюанси могат да се видят лесно, когато се гледат при осветление от лампа с нажежаема жичка. В грубото си състояние танзанитът е оцветен в червеникавокафяво до прозрачен и изисква термична обработка, за да се премахне кафеникавият „воал“ и да се изведе синьо-виолетовото на камъка.
Скъпоценният камък е наречен „танзанит“ от „Тифани енд Ко“ на името на Танзания, страната, в която е открит. Научното наименование на „синьо-виолетов цоизит“ е сметнато за недостатъчно удобно за потребителите от маркетинговия отдел на Тифани, който го представя на пазара през 1968 г. През 2002 г. Американската търговска асоциация за скъпоценни камъни избира танзанит като рожден камък на родените през декември, първата промяна в техния списък с рождени камъни от 1912 г.

## Геология
Танзанитът се е образувал преди около 585 милиона години в средата на едиакарския период от масивна тектонична активност на плочите и интензивна топлина в района, който по-късно ще стане планината Килиманджаро. Минералът се намира в сравнително сложна геоложка среда. Отлаганията обикновено се намират в „пантата“ на изоклиналните гънки.

## Откриване
Има много разкази за откриването на танзанит, но само един е признат от правителството на Танзания. През януари 1967 г. Джумане Мхеро Нгома (по произход от същия окръг, Килиманджаро ) се натъква на искрящите сини камъни на хълмовете Мерерани в област Китето на тогавашния регион Аруша (понастоящем регион Маняра ). Три години по-късно му е издаден сертификат за признание от тогавашния президент Джулиъс Ниерере и финансова награда от 50 000 TSH за усилията му. През 1984 г. му е издаден сертификат за научно откритие от Комисията за наука и технологии на Танзания.